# Dominik Depowski
Dominik Depowski (ur. 27 października 1995 w Ropczycach) – polski siatkarz, grający na pozycji przyjmującego.

## Przebieg kariery
| Lata                      | Klub                                |                   |                   |                   |                   |                   |                   |                   |                   |                   |
| kariera juniorska         | kariera juniorska                   | kariera juniorska | kariera juniorska | kariera juniorska | kariera juniorska | kariera juniorska | kariera juniorska | kariera juniorska | kariera juniorska | kariera juniorska |
| ------------------------- | ----------------------------------- | ----------------- | ----------------- | ----------------- | ----------------- | ----------------- | ----------------- | ----------------- | ----------------- | ----------------- |
|                           | Błękitni Ropczyce                   |                   |                   |                   |                   |                   |                   |                   |                   |                   |
| 2011–2014                 | AKS Resovia Rzeszów                 |                   |                   |                   |                   |                   |                   |                   |                   |                   |
| kariera seniorska         |                                     |                   |                   |                   |                   |                   |                   |                   |                   |                   |
| 2013–2014                 | Asseco Resovia Rzeszów (Młoda Liga) |                   |                   |                   |                   |                   |                   |                   |                   |                   |
| 2014–2015                 | AZS Politechnika Warszawska         |                   |                   |                   |                   |                   |                   |                   |                   |                   |
| 2015–2016                 | AZS AGH Kraków                      |                   |                   |                   |                   |                   |                   |                   |                   |                   |
| 2016 (do 28.12.2016)      | Asseco Resovia Rzeszów              |                   |                   |                   |                   |                   |                   |                   |                   |                   |
| 2016–2017 (od 29.12.2016) | Espadon Szczecin                    |                   |                   |                   |                   |                   |                   |                   |                   |                   |
| 2017–2018                 | Asseco Resovia Rzeszów              |                   |                   |                   |                   |                   |                   |                   |                   |                   |
| 2018–2019                 | GKS Katowice                        |                   |                   |                   |                   |                   |                   |                   |                   |                   |
| 2019–2020                 | Jastrzębski Węgiel                  |                   |                   |                   |                   |                   |                   |                   |                   |                   |
| 2020–2021 (do 31.01.2021) | Aluron Virtu CMC Zawiercie          |                   |                   |                   |                   |                   |                   |                   |                   |                   |
| 2021 (od 01.02.2021)      | Grupa Azoty ZAKSA Kędzierzyn-Koźle  |                   |                   |                   |                   |                   |                   |                   |                   |                   |
| 2021–2022                 | Aluron Virtu CMC Zawiercie          |                   |                   |                   |                   |                   |                   |                   |                   |                   |
| 2022–2023                 | Ślepsk Malow Suwałki                |                   |                   |                   |                   |                   |                   |                   |                   |                   |
| 2023–                     | MKS Będzin                          |                   |                   |                   |                   |                   |                   |                   |                   |                   |

## Sukcesy klubowe

### młodzieżowe
Mistrzostwa Polski Kadetów:
- 2012

Mistrzostwa Polski Juniorów:
- 2014
- 2013

Młoda Liga:
- 2014

### seniorskie
Puchar Polski:
- 2021

PlusLiga:
- 2021
- 2022[11]

Liga Mistrzów:
- 2021

Mistrzostwo I ligi:
- 2024[12]

## Nagrody indywidualne
- 2014: MVP Mistrzostw Polski Juniorów[13]